# Delahaye Type 171
Der Delahaye Type 171 ist ein Nutzfahrzeug-Modell. Hersteller war Automobiles Delahaye in Frankreich.

## Beschreibung
Die Fahrzeuge wurden zwischen 1949 und 1954 hergestellt. Sie werden als klein und geländegängig beschrieben. Eine Abbildung zeigt einen Pritschenwagen.
Die Wagen haben einen Sechszylindermotor mit 84 mm Bohrung, 107 mm Hub, 3558 cm³ Hubraum und je nach Ausführung 80 bis 100 PS Leistung. Weitere Details sind ein abnehmbarer Zylinderkopf, eine vierfach gelagerte Kurbelwelle, ein Solex-Vergaser und Wasserkühlung. Beim Vierganggetriebe sind die oberen drei Gänge synchronisiert. Der Kraftstofftank fasst 95 Liter. Als Pick-up wiegt das Fahrzeug 1930 kg. 90 km/h Höchstgeschwindigkeit sind erreichbar. Das Fahrgestell hat 320 cm Radstand. Verschiedene Aufbauten waren erhältlich, darunter auch ein Kleinbus mit neun Sitzen. Der Pick-up ist 515 cm lang, 193 cm breit und 205 cm hoch. Der Kleinbus ist mit 522 cm etwas länger, identisch breit und 230 cm hoch.
Die Fahrzeuge waren insbesondere für Kolonien und den Export unter anderem nach Brasilien und Ägypten bestimmt. Einige wurden bei Rallyes wie Méditerranée–Le Cap oder bei einer Expedition nach Tibet eingesetzt.
1052 Fahrzeuge wurden hergestellt, darunter nur 28 im letzten Produktionsjahr 1954.